# Hoplodactylus delcourti
Els dragó de Delcourt (Hoplodactylus delcourti) és una espècie de sauròpsid (rèptil) escatós de la família dels diplodactílids pròpia de Nova Zelanda considerat com extint des de la segona meitat del segle xix. Aconseguia una mida de 37 cm de llarg, éssent l'espècie de dragó més gran conegut. Podria ser el Kawekaweau, un dragó gegant de llegendes maoris. Fins a la descoberta de l'exemplar mort i incomplet a Marsella, probablement originari de la Nova Zelanda, el dragó més gran era el Rhacodactylus leachianus de Nova Caledonia.
L'última persona va veure un fou un cap de la tribu maori Urewera el 1870, que va atrapar a un que vivia sota l'escorça d'un arbre mort. Ho descrigué com a "marró amb ratlles de color vermellós i tan gruixut com la nina d'un home". Solament es conserva una mostra del gecko descoberta al soterrani del Museu de Marsella el 1986, per Alain Delcourt. Lamentablement els orígens i la data de la seva recollida segueixen sent desconeguts. Bauer i Russel que van examinar el llangardaix van emetre a la hipòtesi que pogués ben bé tractar-se del llegendari llangardaix gegant del bosc de la tradició oral maori.

## Extinció probable
Lan Unió Internacional per a la Conservació de la Natura (UICN), com que no van trobar-se altres exemplars. L'extinció és situat probablement al mig del segle xix. Les causes de l'extinció són la desforestació i la introducció de rates, nefastes per als nadissos, pels colonitzadors occidentals. Bauer i Russel no exclouen la possibilitat que un dia es trobaran encara uns exemplars vius, en valls isolades de Nova Zelanda, com ho fou el cas amb el Hoplodactylus rakiurai el 1981 i el Hoplodactylus kahutarae el 1984. S'espera també identificar ossos del dragó a les llarges col·leccions dels museus neozelandesos.